# Превала (проход)
Вижте пояснителната страница за други значения на Превала.
Превала (или Ешекулак) е планински проход (седловина) в Южна България, в най-югозападната част на Переликско-Преспанския дял на Западните Родопи в Община Смолян, област Смолян. Той е най-високият планински проход в България, през който преминава шосе от Републиканската пътна мрежа на страната.
Проходът е с дължина 13,8 km, а надморската височина на седловината – 1699 m. Свързва долината на Черна река (ляв приток на Арда) на юг с долината на Широколъшка река (десен приток на Въча, от басейна на Марица) на север. Започва на 1194 m н.в., северозападно от град Смолян, при разклона за курорта Пампорово и се насочва на север-северозапад, нагоре по склона на Переликско-Преспанския дял на Западните Родопи. С множество завои и голям наклон, след 7,3 km се изкачва на седловината на 1699 m н.в., от където започва спускане по северозападния склон на рида. След 6,5 km минава през село Стойките и в северната му част, до Широколъшка река, завършва на 1337 m н.в., при разклона за курорта Пампорово.
През прохода преминава участък от 13,8 km от третокласния Републикански път III-866 Смолян – Девин – Кричим – Стамболийски (от km 13,6 до km 27,4). На седловината се отклоняват камионни пътища: надясно, на североизток за курорта Пампорово и наляво, на запад-южозапад – за хижа Перелик и връх Голям Перелик (най-високата точка на Родопите). Поради важното транспортно и стопанско значение на прохода пътят през него се поддържа целогодишно за преминаване на моторни превозни средства.

## Топографска карта
- Лист от карта K-35-86. Мащаб: 1 : 100 000.